# Thumb Wars : La Guerre des Pouces
 (juillet 2022).
Si vous disposez d'ouvrages ou d'articles de référence ou si vous connaissez des sites web de qualité traitant du thème abordé ici, merci de compléter l'article en donnant les références utiles à sa vérifiabilité et en les liant à la section « Notes et références ».
Pour plus de détails, voir Fiche technique et Distribution.
Thumb Wars : La Guerre des Pouces (du titre original Thumb Wars: The Phantom Cuticle) est un court-métrage de 1999 réalisé par Steve Oedekerk. 
Utilisant des pouces déguisés et coiffés comme des marionnettes, ce procédé inspire la série Les Têtes à Claques, Oedekerk réalise une parodie du célèbre film Star Wars avec des personnages tels que Loke Groundrunner (parodie de Luke Skywalker), la princesse Bunhead (parodie de la princesse Leia), Oobedoob Scoobydooby Benubi (parodie d'Obi-wan Kenobi), Hand Duet (parodie de Han Solo), Crunchy (parodie de Chewbacca), Beboobeep (parodie de R2-D2), Prissypeo (parodie de C-3PO) et Black Helmet Man (parodie de Dark Vador). Thumb Wars est diffusé à la télévision américaine le 18 mai 1999 sur UPN. La version télévisée offre une version raccourcie du film.

## Synopsis
C'est une époque de grands troubles dans l'univers. Utilisant le côté crado du pouvoir du Pouce, l'empirepouce a pris le contrôle de Sachmout, dans la région de Lagneuse. Les combattants de la Poucebellion se sont retranchés dans leur base secrète. L'empirepouce construit une arme vachement dangereuse, et suffisamment puissante pour détruire un tas de trucs. Si la Poucebellion arrive à détruire cette arme vachement dangereuse, elle gagnera, et le bon côté du Pouce régnera. Si elle n'y arrive pas, il n'y aura pas de suite. Qui dit pas de suite, dit pas de merchandising, pas de fans clubs, pas de mecs zarby aux conventions, ceux qu'ont beaucoup de temps libre et aucune intention de sortir avec des meufs. La victoire est impérative !

## Fiche Technique
Genre : Film d'animation , Parodie , Science-fiction

## Distribution
Steve Oedekerk - Loke Groundrunner / Beboobeep / Unwise Council Member / The Puppet / Gabba the Butt / Aunt Gonnabiteit / Big Toe & Yes Men (voice)
Andrea Fears - Princess Bunhead (voice)
Ross Shafer	- Hand Duet (voice) (as Ross Schaefer)
Rob Paulsen	- Oobedoob Benubi / Thumbtrooper (voice)
Paul Greenberg - Prissypeo (voice)
Jim Jackman	- Crunchy / Lieutenant (voice)
Mark DeCarlo - Black Helmet Man (voice)
Jim Hope - Commander Cuticle / Annoying Pilot / Effeminate Thumb / Instructor (voice)
David Floyd	- Brave Pilot / Uncle Soondead / Fighter / Thumb Council Member (voice)
Megan Cavanagh - Fighter Pilot #2 (voice)